# Tawaif

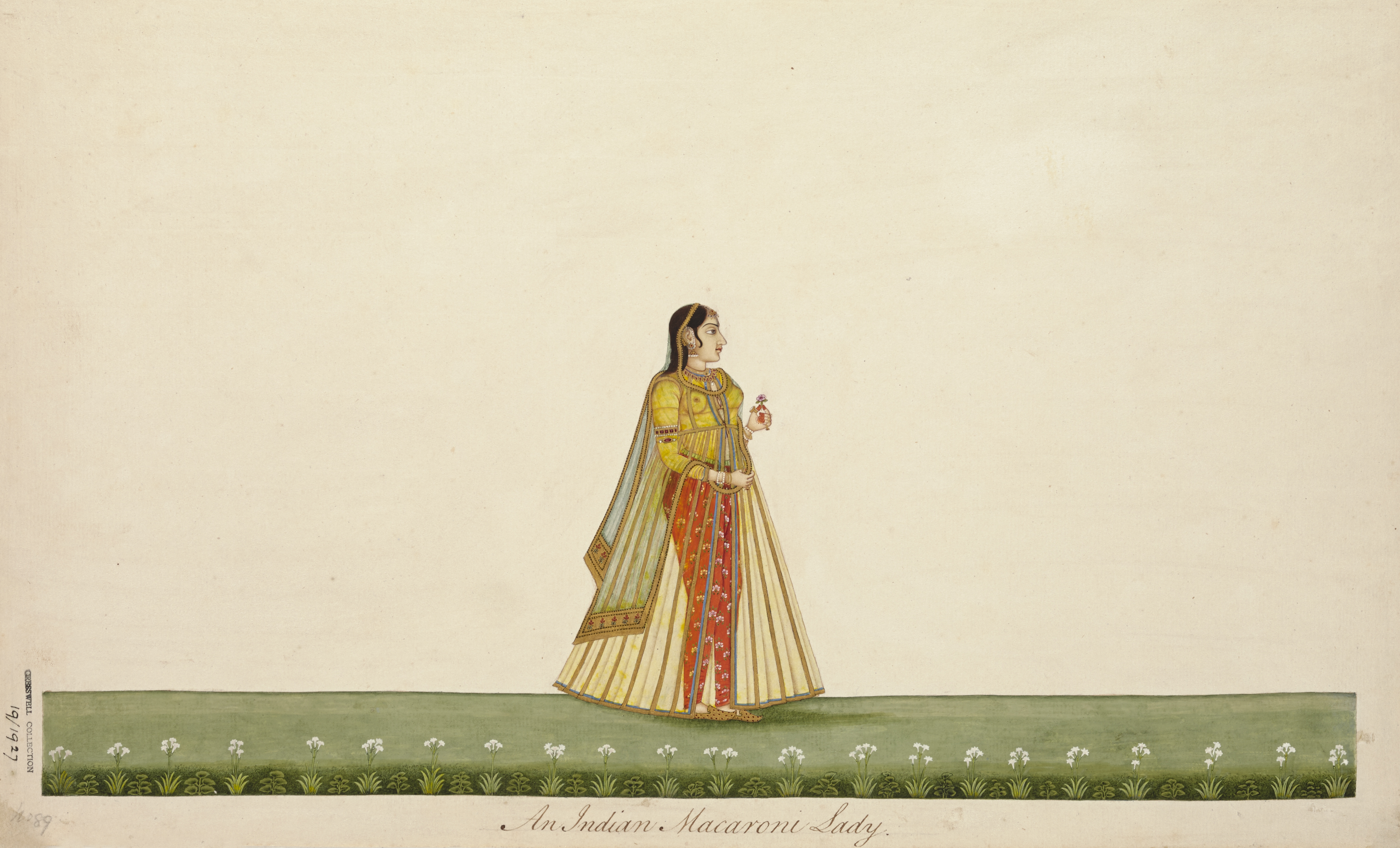
An Indian Macaroni Lady, dipinto di autore anonimo che raffigura una tawaif, Londra, Royal Albert Memorial Museum & Art Gallery, collezione del botanico Richard Cresswell

Una tawaif (in urdu: طوائف) era una cortigiana altamente sofisticata che serviva la nobiltà del subcontinente indiano, in particolare durante l'era Moghul. Le tawaif misero in risalto e contribuirono alla musica, alla danza (mujra), al teatro e alla tradizione letteraria urdu, ed erano considerate un'autorità in materia di etichetta. Le tawaif erano in gran parte un'istituzione centrale dell'India settentrionale nella cultura della corte Moghul dal XVI secolo in poi e divennero ancora più importanti con l'indebolimento del dominio Moghul a metà del XVIII secolo. Contribuirono in modo significativo alla continuazione delle forme di danza e musica tradizionali.

## Storia
Le tawaif sono esistite da secoli nel subcontinente indiano e uno dei primi riferimenti alla professione è il personaggio Vasantasena del dramma sanscrito Mṛcchakatika del V secolo a.C. Il mecenatismo della corte Moghul nella regione di Doab e la successiva atmosfera ad Awadh nel XVI secolo resero le carriere legate all'arte una prospettiva praticabile. Molte ragazze erano prese in giovane età e formate sia nelle arti dello spettacolo, come mujra, kathak e musica classica indostana, sia nella letteratura, nella poesia (in particolare ghazal), thumri e dadra, con standard elevati. La formazione delle giovani tawaif comprendeva anche la scrittura e l'enunciazione in urdu, nonché abilità sociali impiegate per coltivare i mecenati e trattenerli, in particolare la complessa etichetta associata al loro mestiere, in cui erano viste come esperte. Una volta che una tirocinante era maturata e possedeva una sufficiente padronanza della danza e del canto, diventava una tawaif, ballerina di alta classe al servizio di ricchi e nobili.
L'introduzione di una tawaif alla professione veniva segnata da una celebrazione, la cosiddetta cerimonia missī, che abitualmente prevedeva l'annerimento inaugurale dei denti.
Si ritiene inoltre che i giovani futuri nababbi venissero inviati dalle tawaif per imparare il tameez e il tehzeeb, che includevano la capacità di riconoscere e apprezzare la buona musica e la letteratura, forse anche praticarla, in particolare l'arte della scrittura ghazal. Divennero anche insegnanti per i figli di famiglie ricche ed élite, che spesso mandavano i loro figli nei kotha in modo che potessero imparare la lingua urdu, la poesia e l'etichetta dalle tawaif. Ai ragazzi veniva detto di sedersi e osservare come una tawaif si comporta nelle sue interazioni. Il contributo delle tawaif alla società proveniva da una tradizione familiare e godeva di una gerarchia. Al livello più alto delle tawaif era affidata la responsabilità di insegnare adab (etichetta) e kaayda (maniere) ai re e ai giovani principi. Inoltre avevano il compito di familiarizzare i giovani reali con le sfumature più sottili di poesia, musica, danza e letteratura, che nel XVIII secolo erano diventate l'elemento centrale della cultura educata e raffinata dell'India settentrionale.
Il kotha di una tawaif è uno spazio per spettacoli e un guardiano delle arti e della cultura, ed è aperto solo all'élite della città e ai ricchi mecenati. In questi spazi rarefatti, le tawaif componevano poesie, cantavano e ballavano con composizioni musicali dal vivo, oltre a esibirsi nei banchetti, il che richiedeva anni di rigorosa formazione. Le tawaif erano chiamate ad esibirsi anche nelle grandi occasioni come un matrimonio o la nascita di un erede maschio, solitamente cantando e mettendo in scena una storia mitologica o leggendaria. Le tawaif ballavano, cantavano, recitavano poesie (shairi) e intrattenevano i loro corteggiatori nei mehfils. Come la tradizione delle geishe in Giappone, il loro scopo principale era intrattenere professionalmente i loro ospiti,  mentre il sesso era spesso incidentale e non era assicurato contrattualmente. Le tawaif di alta classe o più popolari potevano spesso scegliere tra i migliori dei loro corteggiatori. Le tawaif inoltre partecipavano alle celebrazioni nei templi durante le festività con esibizioni che erano state tramandate di generazione in generazione. Avevano anche la tradizione di esibirsi al bazar Burhwa Mangal nella primavera successiva al festival di Holi. Tali eventi fornivano loro un'occasione significativa, non solo di ricevere un patrocinio ma anche di mostrare le proprie abilità al pubblico generale, mantenendo così l'accettabilità sociale della loro professione.
I kotha, dove le tawaif spesso vivevano e si esibivano, ospitavano riunioni dell'intellighenzia locale, presiedute principalmente dalla tawaif più anziana. Godevano di influenza su scrittori, giornalisti e poeti. I poeti desideravano ardentemente che una tawaif cantasse le loro opere e chiedevano alle tawaif famose di cantare le loro poesie, in modo da garantire che la poesia venisse ricordata e tramandata di generazione in generazione. Una tawaif aveva un approccio non convenzionale alle relazioni, in cui ci si aspettava che le artiste rimanessero nubili ma potevano avere rapporti con i mecenati. Le tawaif tradizionalmente erano amanti fedeli di mecenati ricchi. Solo una volta terminata una relazione, a causa della morte del loro mecenate o della decisione reciproca di separarsi, una tawaif cercava di entrare in una nuova relazione.
Alcuni delle tawaif più importanti della storia furono Anarkali, Mah Laqa Bai, Bhagmati, Lal Kunwar, Qudsia Begum, Zainabadi Mahal, Mubarak Begum e Begum Samru (che governò il principato di Sardhana nell'Uttar Pradesh occidentale), Moran Sarkar (che divenne la moglie del Maharaja Ranjit Singh), Wazeeran (patrocinata dall'ultimo nababbo di Lucknow Wajid Ali Shah), Begum Hazrat Mahal (la prima moglie di Wajid Ali che giocò un ruolo importante nella ribellione indiana), Gauhar Jaan (una notevole cantante classica che ha inciso il primo disco in assoluto dell'India) e Zohrabai Agrewali. Un certo numero di attrici televisive e cinematografiche pakistane erano tawaif, tra cui Niggo, Nadira e Naina oltre a un certo numero di cantanti pakistane, tra cui Zeenat Begum e Tamancha Jan.

## Declino

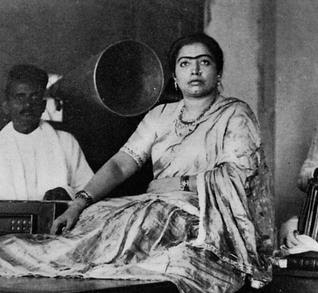
La cantante e ballerina Gauhar Jaan (1873–1930)

L'annessione di Awadh da parte della Compagnia britannica delle Indie orientali nel 1856 suonò la prima campana a morto per questa istituzione di epoca medievale. Ben presto fu guardata con sfavore dal governo coloniale e le tawaif furono infine costrette a prostituirsi a causa della mancanza di opportunità di lavoro. I riformatori sociali in India si opposero a loro definendole "decadenza sociale". Sopravvissero fino all'indipendenza dell'India nel 1947. Tra le tawaif famose si citano:
- Begum Akhtar (7 ottobre 1914 - 30 ottobre 1974) cantante e attrice indiana, conosciuta come Mallika-e-Ghazal (Regina di Ghazals)
- Binodini Dasi (1862-1941) attrice indiana bengalese, imprenditrice pioniera del palcoscenico bengalese
- Fatma Begum (1892–1983) attrice, regista e sceneggiatrice indiana
- Husna Bai, cantante di Thumri
- Jaddanbai (1892-1949) compositrice, cantante, attrice e regista indiana
- Rattan Bai (15 luglio 1890-1 gennaio 1986), attrice e cantante indiana
- Kajjanbai (15 febbraio 1915 - dicembre 1945) cantante e attrice indiana, spesso definita "l'usignolo del Bengala"
- Malika Pukhraj (1912-2004) ghazal e cantante folk pakistana
- Malka Jaan e la figlia Gauhar Jaan (1873-1930) che crearono la primissima registrazione di canzoni indiane nel 1902
- Mukhtar Begum (12 luglio 1901-25 febbraio 1982) cantante classica, ghazal e attrice pakistana, conosciuta come la regina della musica per aver cantato canzoni nei film e alla radio
- Rasoolan Bai (1902-15 dicembre 1974) musicista vocale di musica classica indiana indostana
- Roshan Ara Begum (1917 – 6 dicembre 1982) Sitara-e-Imtiaz (Stella dell'eccellenza), cantante appartenente al Kirana gharana della musica classica indostana, conosciuta anche con il titolo onorifico di Malika-e-Mauseeqi (La regina della musica) sia in Pakistan che in India
- Shobha Gurtu (1925-2004) cantante indiana nello stile classico indostano leggero, conosciuta come la regina Thumri
- Zareena Begum di Lucknow (1947-12 maggio 2018)
- Zohrabai (1868-1913) cantante classica indostana dell'Agra gharana
- Zeenat Begum (11 novembre 1931-11 dicembre 2007), cantante pakistana, conosciuta come The Queen of Yesteryear per aver cantato canzoni nei film e alla radio
- Tamancha Jan (10 luglio 1918-20 ottobre 2008), cantante folk pakistana, nota come The Singing Siren e The Nightingale of Lahore

Furono le prime cantanti a registrare sul grammofono con l'emergere di questa nuova tecnologia. Con l'emergere del cinema, tuttavia, persero popolarità. Con i loro luoghi e modalità tradizionali delle performance musicali sotto attacco, molte tawaif trovarono spazio come interpreti nelle nuove industrie emergenti dell'intrattenimento di massa, come il grammofono, il teatro e più tardi il cinema. I primi cantanti a registrare per il grammofono, all'inizio del XX secolo, provenivano da ambienti tawaif, così come le prime attrici del teatro Parsi e, più tardi, dei film sonori. Tuttavia, la maggior parte delle tawaif non ha potuto effettuare questa transizione e ha continuato a esibirsi all'interno dei propri kotha davanti a un gruppo di avventori in diminuzione.